# Полесье (Городнянский район)
Полесье (укр. Полісся) — село,
Полесский сельский совет,
Городнянский район,
Черниговская область,
Украина.
Код КОАТУУ — 7421487301. Население по переписи 2001 года составляло 334 человека.
Является административным центром Полесского сельского совета, в который
не входят другие населённые пункты.

## Географическое положение
Село Полесье находится между реками Верпч и Мостище (3-4 км).
По селу протекает пересыхающий ручей с запрудой.
Через село проходит автомобильная дорога Р-13.

## История
- 1626 год — дата основания как село Жабчичи.
- В 1961 году переименовано в село Полесье.

## Объекты социальной сферы
- Школа I—II ст.